# María a Balteira
Maria Peres, também conhecida como A Balteira (Armea, Coirós, século XIII — depois de 1257), foi uma soldadeira galega.

## Biografia
A sua biografia foi descrita num documento assinado no Mosteiro de Santa Maria de Sobrado dos Monges em 1257.
Era filha de Pedro Eanes de Guimarães e de Azenda Peláez. Chegou a comprar uma bula da cruzada em Toledo para que as suas propriedades não fossem afetadas enquanto trabalhava fora. 
No contrato que assinou, vendeu ao mosteiro a sua quinta em Armeá, em troca de proteção. Recebeu duzentos e trinta soldos do abade, e também diversas quantidades de alimentos e tecidos que recebia anualmente. Pela sua parte, ela deu ao mosteiro vários mantéis a cada ano. Em consideração, María Pérez foi sepultada no mosteiro, e o seu corpo levado num túmulo com um cobertor vermelho.

## Lírica medieval
As soldadeiras faziam parte da tradição lírica medieval galego-portuguesa e elas dançavam, enquanto os jograis cantavam. Foi referenciada em várias cantigas de escárnio e maldizer.
María frequentou as cortes de Fernando III e Afonso X de Leão e Castela, tendo este último dedicado-lhe uma cantiga.
María é citada em quinze cantigas, sendo a maioria de autores de Betanzos, como ela, Pero Garcia de Ambroa e Pedro Amigo de Sevilha, mas também de Pero da Ponte.